# أحيدوس
أحيدوس (بالأمازيغية: ⴰⵃⵉⴷⵓⵙ) هو أحد فنون العرض التي تجمع بين الغناء والرقص الجماعي الإستعراضي الأمازيغي والتي تنتشر بالأساس في منطقة جبال الأطلس المتوسط في المغرب بالخصوص على مستوى مدن إفران، أزرو، خنيفرة، الحاجب، إيموزار كندر، وصفرو، بالإضافة لجنوب شرق المغرب؛ خاصة في جبل صغرو، وتُؤدى من قِبل الرجال والنساء الذين يصطفون على شكل خط أو دائرة، كما يتم تأدية أحيدوس في حفلات الزفاف كنوع من الترفيه. وتعتبر رقصة أحيدوس خليطًا متجانسًا من مجموعة العناصر الأساسية المكونة لها والممثلة في الشعر والغناء والرقص والإيقاع وقد ارتبط فن أحيدوس بوسطه الطبيعي والجغرافي لإنسان الأطلس المشبع بالمياه والأعراس والجبال والمنتجعات الغنية بالخضرة والمنابع، حيث يتغنى أحيدوس بالجمال بغض النظر عن نوعه إن كان جمال إنسان أو جمال مكان، وتغنى بالقبيلة وشجاعة رجالها ونضال نسائها كما تتخذه القبائل كنوع من أنواع الترحيب بالضيف، دون نسيان تأثر أشعار أحيدوس بموضوع الأخوة «تايمات». وقد حافظ هذا الفن الذي ظهر منذ قرون على طريقته وإيقاعاته وشكله الدائري والذي اتخذه النساء والرجال على حد سواء تعبيرا عن الفرحات الجماعية التي تواكب إحياء الإنسان لحياته الجبلية والزراعية في سهول وتخوم المتوسط.

## التسمية
أحيدوس وجمعه أَحيداس أو إِحيداس هو الاسم الأصلي العام لدى أمازيغ وسط المغرب والذي يعني الرقصة الجماعية المتميزة بخفة الحركة والسرعة وترتبط أيضًا بهز الأكتاف عند الرقص. لم يحدد المؤروخون تاريخًا معينا لظهور الكلمة فهي قديمة قدم الرقصة نفسها، انتقلت الكلمة شفهيًا بين قبائل الأطلس المتوسط حتى تم توحيد تسمية الرقصة تحت هذا المسمى.

## تاريخه

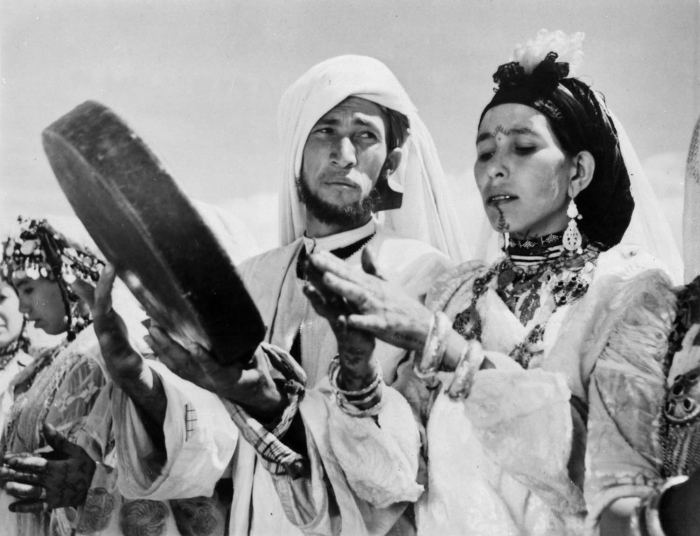
مجموعة من الأشخاص يؤدون رقصة أحيدوس في جبال الأطلس المتوسط عام 1955.

يذهب بعض المؤرخون والباحثون في التراث الشعبي المغربي إلى اعتبار أحيدوس أعرق أشكال الفرجة الموسيقية والغنائية في المغرب، وذلك لسببين أولهم امتداد الحضور الأمازيغي في التاريخ المغربي لما يزيد عن ثلاثة وثلاثين قرناً، والثاني بسبب الوصف الدقيق الذي تحمله الأشعار المتغنى بها في أحيدوس والمتوارثة شفهيًا جيلاً بعد جيل لشكل من أشكال الحياة القديمة في المغرب حدد المؤروخون ظهوره قبل قرون عديدة والتي كان يعتمد فيها الإنسان الأمازيغي بالأساس في العيش على الأشغال البيتية والفلاحية.
أما بالنسبة لظهور هذا الفن الغنائي في منطقة الأطلس المتوسط فالأمر يرجع إلى عصور خلت. حيث ارتبط فن أحيدوس منذ بزوغه بالوسط الطبيعي والجغرافي لإنسان الأطلس المتوسط حيث، الغابات والمياه والأغراس والجبال والمنتجعات الغنية بالخضرة والمنابع. وكان هذا الفن الذي ظهر أول ما ظهر في شكله الدائري قوامه النساء والرجال على حد سواء وفي شكله النصف دائري، تعبيرا عن الأفراح والمسرات والفرحات الجماعية التي تواكب إحياء الإنسان لحياته الجبلية والزراعية في سهول وتخوم الأطلس المتوسط.
ويعرف أحيدوس عادة بالرقصات والتعابير الجسدية الجماعية التي نجدها في بعض الأحيان حتى في المناطق التي لا تتكلم ساكنتها الأمازيغية، إلا أن الباحثين والمهتمين والدارسين يجمعون على أن موطنه الأصلي هو الأطلس المتوسط، المجال الطبيعي والجغرافي الذي تكتمل فيه العناصر المكونة له من شعر وغناء ورقص وإيقاع.
يعتبر البندير (أو الدف) «تالونت» الآلة أو الأداة الموسيقية الوحيدة المستعملة في الإيقاع وترافقه بالدق على الأكف أصوات نسائية ورجالية في شكل دائري متماسك قوامه الأكتاف تارة والأيدي تارة أخرى ويصمم لرقصاته وأداءاته رئيس الفرقة أو المايسترو في لوحات متناسقة موسيقيًا وحركيًا.
أشارت رقصة أحيدوس كذلك لنوع قديم من المساواة بين الجنسين حيث تطبع الرقصة فلسفة معينة وهي حضور النساء في الفرق الفنية بالقدر ذاته تقريباً الذي يحضر فيه الرجال، فالمرأة في الحياة الأمازيغية لا توجد خلف الرجل، بل معه، وأحياناً تكون في الواجهة. لذلك نراها تقف في الصف ذاته مع الرجل على خشبة العرض أو في الساحات العامة التي تُعرض فيها ألوان الفولكلور.
أما بالنسبة للأزياء المستعملة في أحيدوس بدورها لم تخلو من تأثر بطبيعة عيش الإنسان الأطلسي، حيث ترتدي النساء قفاطين موحدة، غالباً ما تطغى عليها ألوان البهجة والفرح، تلك الألوان المستمدة من الحقول: الأخضر، الأحمر، الأصفر والأبيض. أما الرجال، فيرتودن في الغالب الجلابيب البيضاء مع عمامات من اللون ذاته. ينتعل مؤدي أحيدوس بلغة صفراء أو بيضاء ويتوسّم خنجراً من الفضة (في بعض المناطق).

## عناصره

### حركات أحيدوس
عند معاينة رقصة أحيدوس بدقة، يمكن أن نعتبرها وحدة عامة قابلة لأن تقسم وتجزأ إلى فواصل حركية صغرى، وكل فاصل منها يشكل مجموعة من الحركات التي تتردد ويقوم بإنجازها الراقصون بانسجام وتوافق على نغمات وإيقاع الشعر المختار أثناء الرقص والغناء، بحيث يتم الانتقال من مرحلة إلى مرحلة أخرى بإشارات من «الرايس» الذي ينقر على بنديره نغمة سريعة وحادة، بعد ذلك تأتي سلسلة أخرى من الحركات، مما يعني أن أحيدوس هو سلسلة من الحركات المتناغمة والمتكاملة التي تحدد مسار الفرجة والفن، وإن اختلت هذه الحركات ضاع هذا الفن ولم يبقَ له معنى، إذ تعتبر الحركات المكونة للرقص أهم العناصر المكونة لفن أحيدوس .

### أشعار أحيدوس

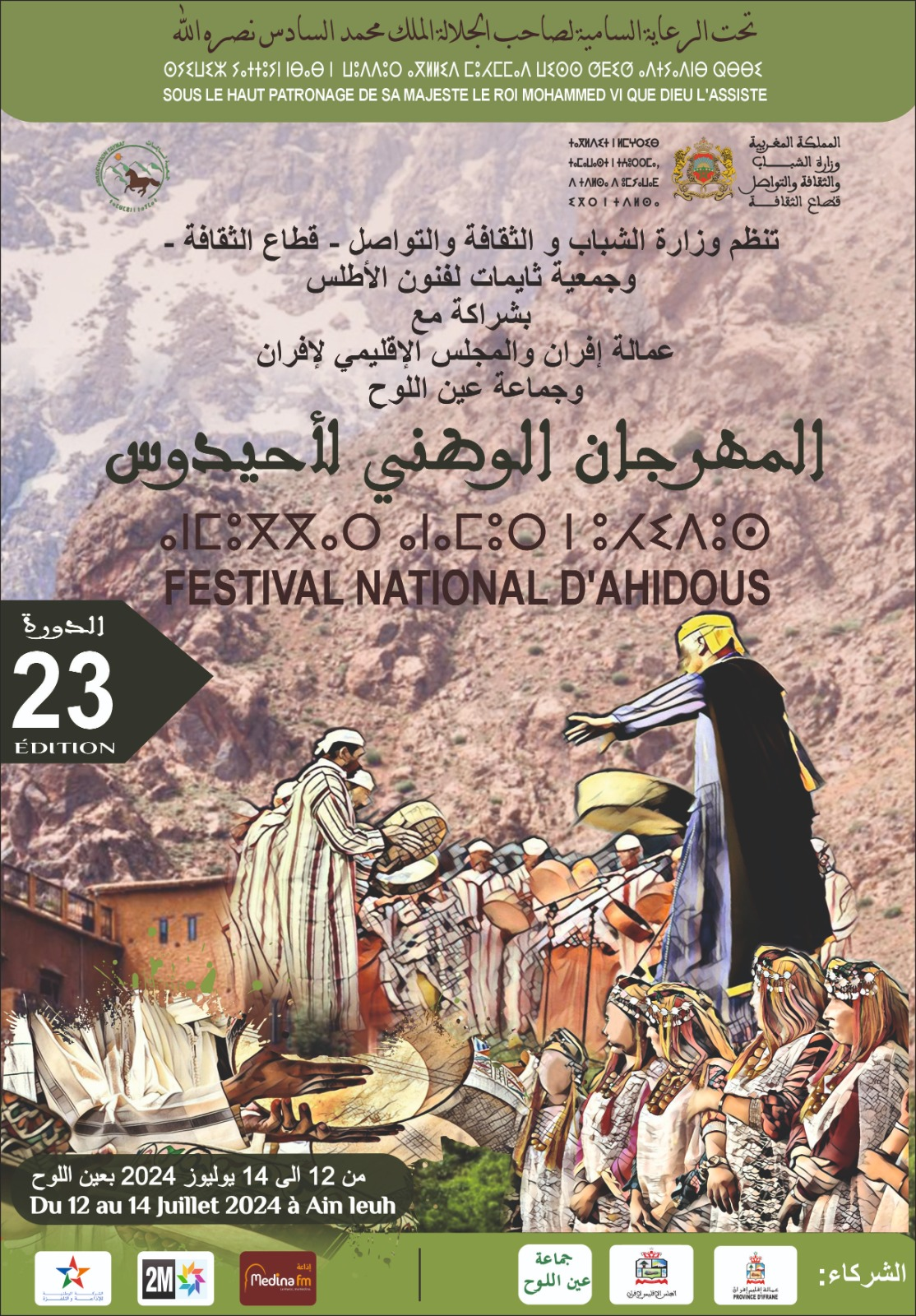
إعلان الدورة 23 من مهرجان أحيدوس الوطني لسنة 2024، والذي تنظمه المملكة المغربية.

في بداية كل رقصة من رقصات أحيدوس يتولى شخص أو شخصين ممن لهم باع في غرض الشعر أو حفظه، وإتقانه بإلقاء «إيزلي»، ويتكون «إيزلي» وجمعها «إيزلان» 
(وهو البيت الشعري عند الأمازيغ) عادة من بيتين تختلف مفاهيمهما حسب المناسبات، وتكون لغتهما بليغة حافلة بالرموز والصور والأخيلة التي تميز أي شعر عن الكلام العادي، ويكون ترديد البيتين بعد الإنشاد الفردي أو الثنائي يتم ترديدهما بصوت المجموعة على إيقاع واحد حتى نهاية الفقرة، وقد يتم الغناء بالتناوب بين مجموعة الرجال والنساء حسب نوعية أحيدوس وحسب المناسبة؛ وذلك بالتعاقب أي فريق بعد أخر، وهكذا يتكرر الغناء الجماعي لـ«إزلي» طيلة الرقصة حيث يعمل بمثابة لازمة غنائية تؤطر الرقصة من بدايتها إلى نهايتها.
تستقى أشعار أحيدوس وكلماته من الحياة اليومية التي يحياها ويعيشها الإنسان الأطلسي وتتعدى هذا المجال الجغرافي في بعض الأحيان لتشمل بعض الأحداث الوطنية والجهوية والدولية.
يبلغ عدد الفرق المنخرطة في هذا الفن بالمملكة المغربية إلى ما يفوق 80 فرقة يشكل فيه العنصر الشاب العمود الفقري.
رقصة أحيدوس هي أيضا مجال للتنافس الشعري بين «نظّام» الكلام الذين يعكسون العلاقات الاجتماعية المحكومة بالتوتر والمنافسة، بمعنى يوضح أحد شيوخ أحيدوس أن الرقصة مجال لتمرير التنافس حيث تصبح الكلمة أداة لفرض الهيبة أو تحصيل الجاه. شرارة التنافس بين «الناظمين» في الرقصة تخف حدتها كلما قربت الرقصة على الانتهاء وغالبا ماتنتهي بأشعار طلب الغفران والمسامحة وكأن الرقصة مثل الحكاية (تبدأ بطقس صعب وتنتهي النهاية السعيدة) فرقصة أحيدوس في الأصل كما يعتقد العديد من الدارسين لهذا الفن هي مناسبة للتطهير ولتفريغ العدوانية بنوع من التسامي الشعري الذي يبقى دون غيره من طرق الخطاب القابل للتأويل خاصة حين يؤخذ القول الشعري في رقصة أحيدوس كعلامات للتفاؤل ولتحصيل البركة والأمل وطلب الخير وأداة لقراءة الطالع أو تعجيل الفرح.

### ألحان أحيدوس

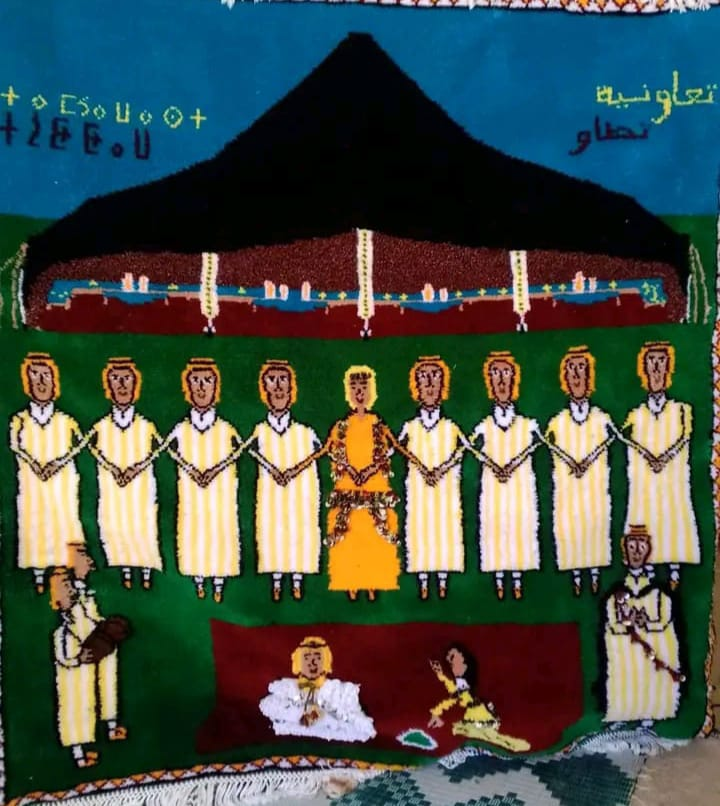
فرقة أحيدوس منسوجة على زربية بمدينة إيموزار مرموشة

أما على مستوى اللحن فإن أغلب أغاني أحيدوس تلتزم نفس النغمة المتواترة برتابة غير مملة، ويثبت لحن الأغنية منذ البداية بواسطة لازمة صوتية مجردة من الكلام والمعنى.

### الرايس أو المايسترو
يعتبر المايسترو قائد فرقة أحيدوس وموجهها وضابط الإيقاعات فيها حيث يغير درجات الإيقاع بتوجيه من يده وبضربه على الدف «تالونت»، غير أن اللقب الذي يطلق على «مايسترو أحيدوس» لدى الأمازيغ مستمد من العربية وهو «الرايس/ الرئيس». كما يطلق عليه أيضاً اسم «أعلّام»، حيث يعطي إشارة البداية والنهاية، ويوجّه تغيرات الإيقاع.

## الدور الاجتماعي والثقافي لموسيقى أحيدوس
يلعب فن أحيدوس دوراً رئيسياً في تعزيز الروابط الاجتماعية داخل المجتمعات الأمازيغية وتوثيقها. هذا الفن يتيح للأفراد فرصةً للتعبير عن أنفسهم والمشاركة في الاحتفالات الجماعية، مما يقوي روح الجماعة والتضامن بينهم. كما أن أحيدوس يُعتبر وسيلة لنقل الحكمة والتجارب الحياتية عبر الأجيال من خلال القصائد والأغاني التي تتناول موضوعات مثل الحب، الطبيعة، الشجاعة، والصبر.
فضلاً عن ذلك، يُعتبر أحيدوس أداة للحفاظ على اللغة الأمازيغية ونشرها، حيث تُغنى العديد من القصائد والأغاني بهذه اللغة. هذا يساعد في الحفاظ على التراث اللغوي والثقافي للأمازيغ وتعزيزه بين الأجيال الصاعدة.

## أهمية فن أحيدوس
لا ينحصر فن أحيدوس في كونه مجرد لونٍ موسيقي أو احتفال شعبي، بل هو تعبير عميق عن الهوية الأمازيغية والثقافة المغربية، ويعتبر رمزاً للهوية التاريخية والفلكلورية لـلأمازيغ. إن أحيدوس يبرز كيف يمكن للفن أن يعبر عن القيم الاجتماعية، مثل التعاون والتضامن، والتكافل، والحب. وأن يعزز من الروابط بين أفراد المجتمع. كما أن أحيدوس يساهم في الحفاظ على اللغة الأمازيغية ونشرها، مما يجعله آداة مهمة في صون التراث الثقافي واللغوي للأمازيغ.

## التطور الحديث لموسيقى أحيدوس
على الرغم من أن أحيدوس هو فن تقليدي قديم وعريق، إلا أنه لم يبق حبيس أطلال الماضي. فقد شهد خلال العصر الحديث تطوراتٍ كبيرةٍ من حيث الأسلوب وطريقة الآداء. بفضل جهود الفرق الموسيقية والفنانين المغاربة الذين أدخلوا آلات موسيقية جديدةٍ لهذا الفن، وكذا طوّروا أساليب الآداء لتتوافق مع الأذواق المعاصرة للجمهور الشبابي. فضلاً عن ذلك فإن أحيدوس صار جزءاً من المهرجانات الوطنية والدولية، مما ساعد على نشره وجعله معروفًا على نطاق أوسع.
من خلال هذه التطورات، تمكّن فن أحيدوس من البقاء حيوياً وجذاباً للأجيال المعاصرة، مما يضمن استمراريته كجزء من التراث الثقافي لـلمملكة المغربية. والذي تم الاعتراف به بالفعل كجزءٍ من التراث اللامادي الذي تحوزه المملكة المغربية. كما أن هناك مجموعةً من الجهود المتظافرة من قبل المجتمع المدني والمؤسسات الثقافية بـالمغرب من أجل الحفاظ على هذا الفن ودعمه عبر إقامة أوراش أعمال ومهرجانات خاصة به.

## مشاهير
ويُعتبر موحى الحسين أشيبان المعروف بلقب المايسترو أحد أشهر مؤدي رقصة أحيدوس في المغرب.

## معرض الصور

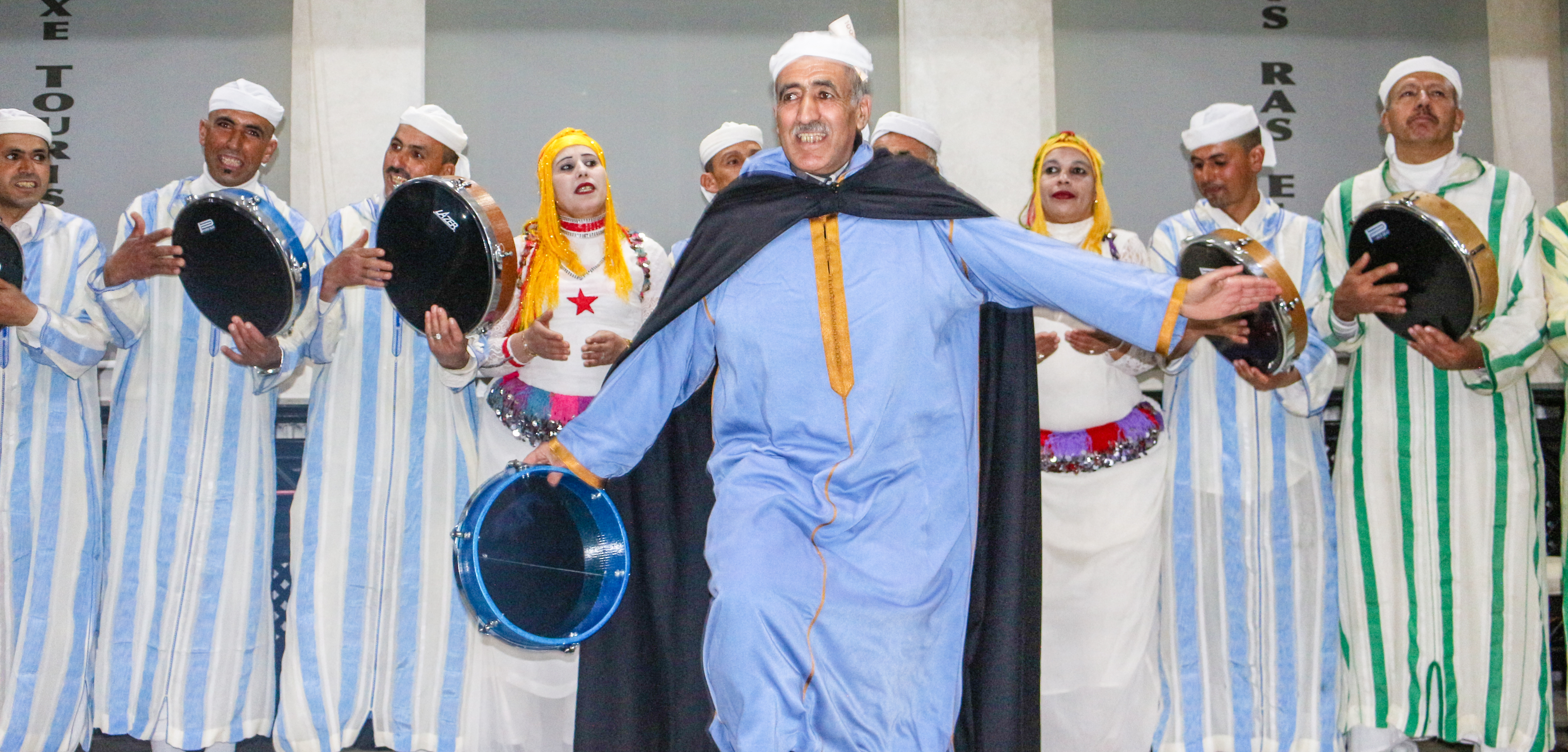
أحيدوس إفران.
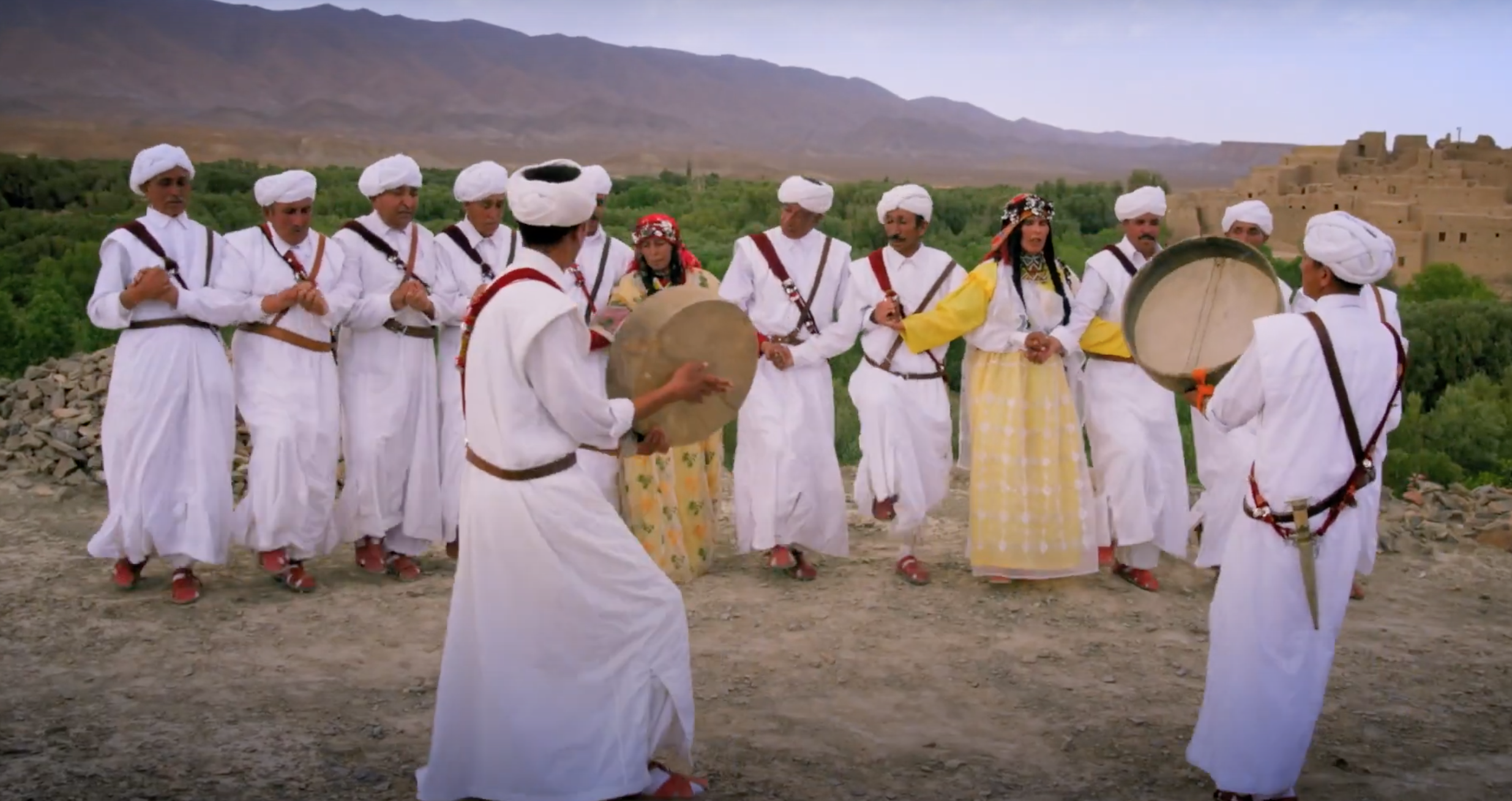
أحيدوس تالسينت.
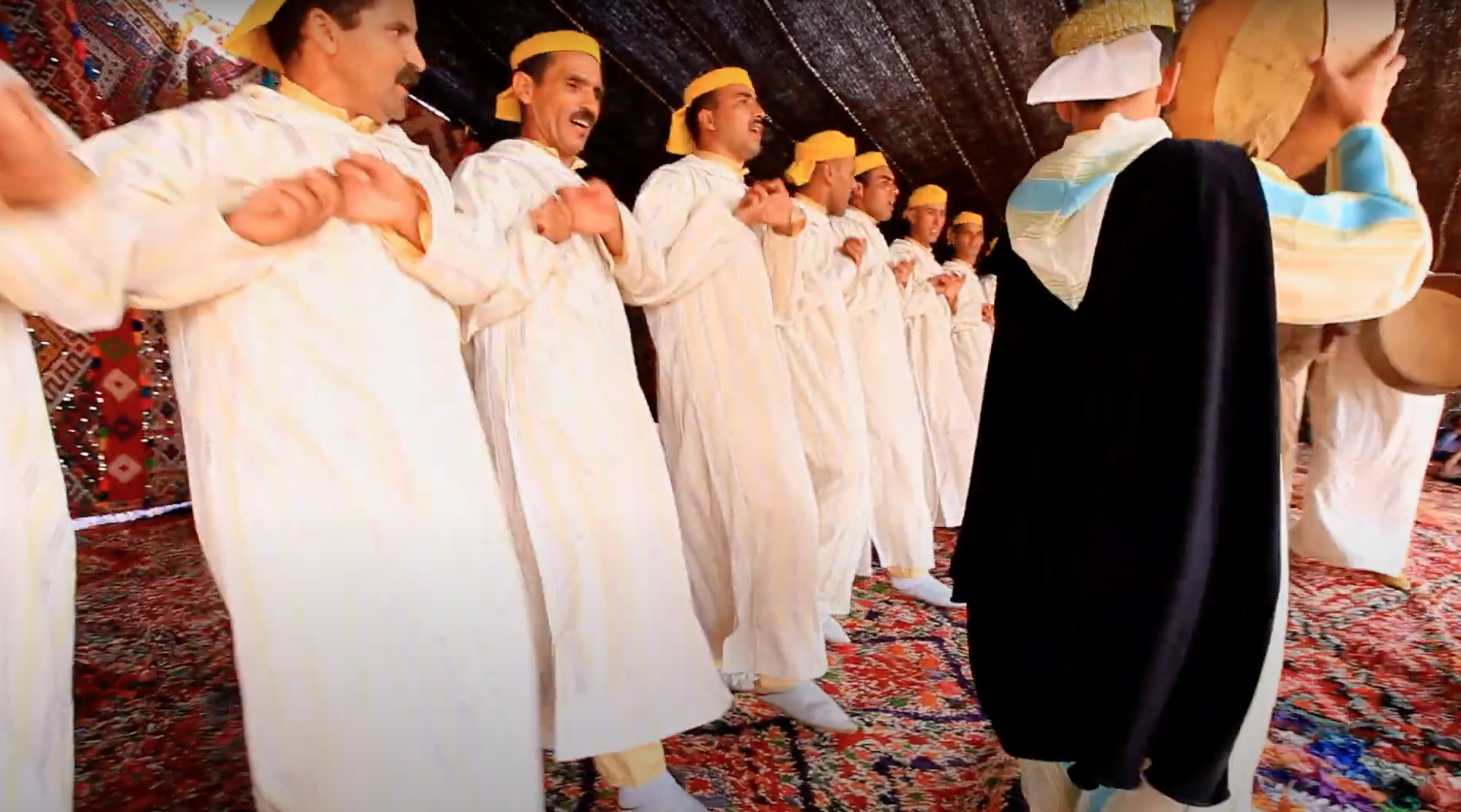
أحيدوس صفرو.
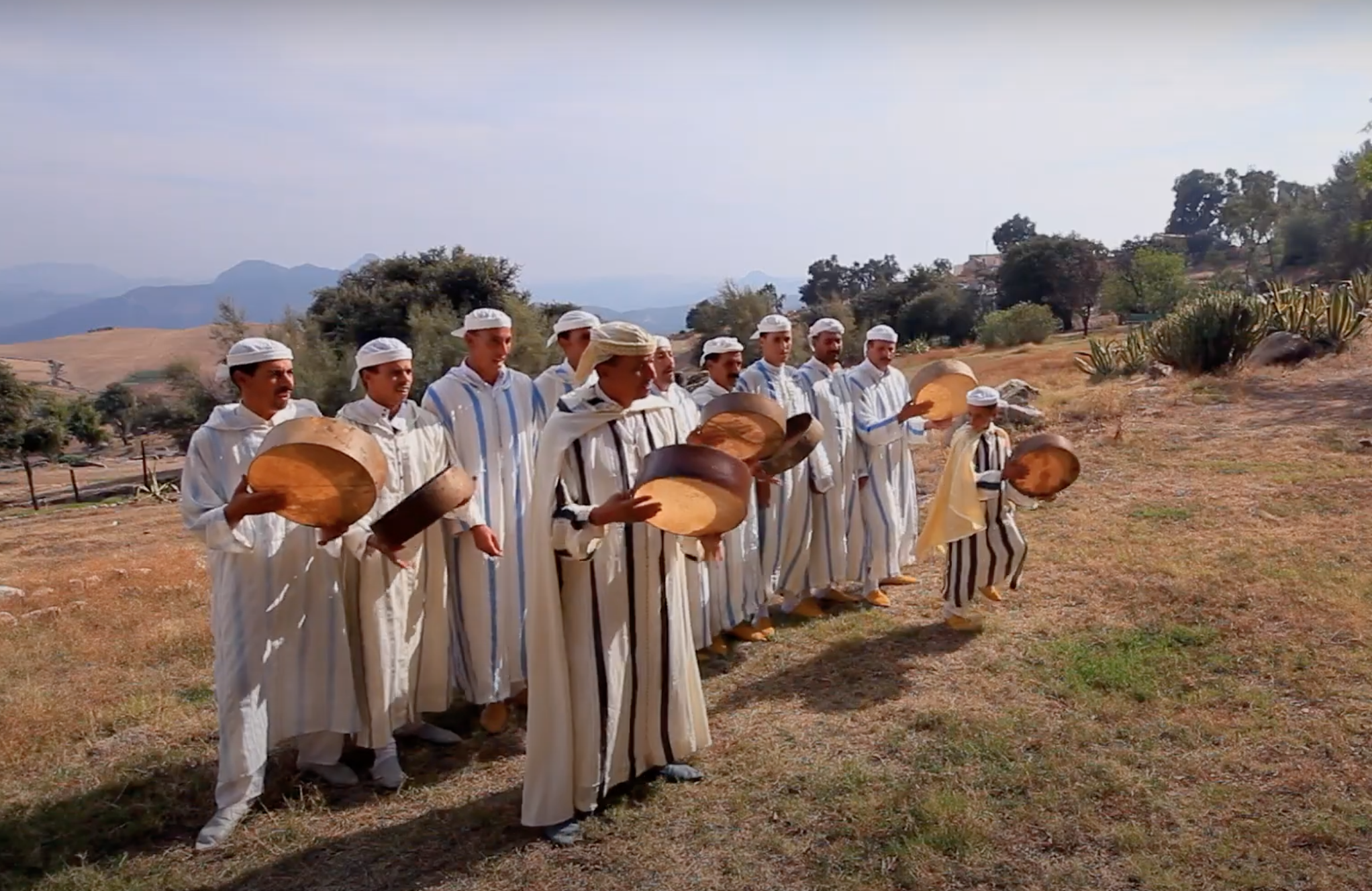
أحيدوس أولماس.
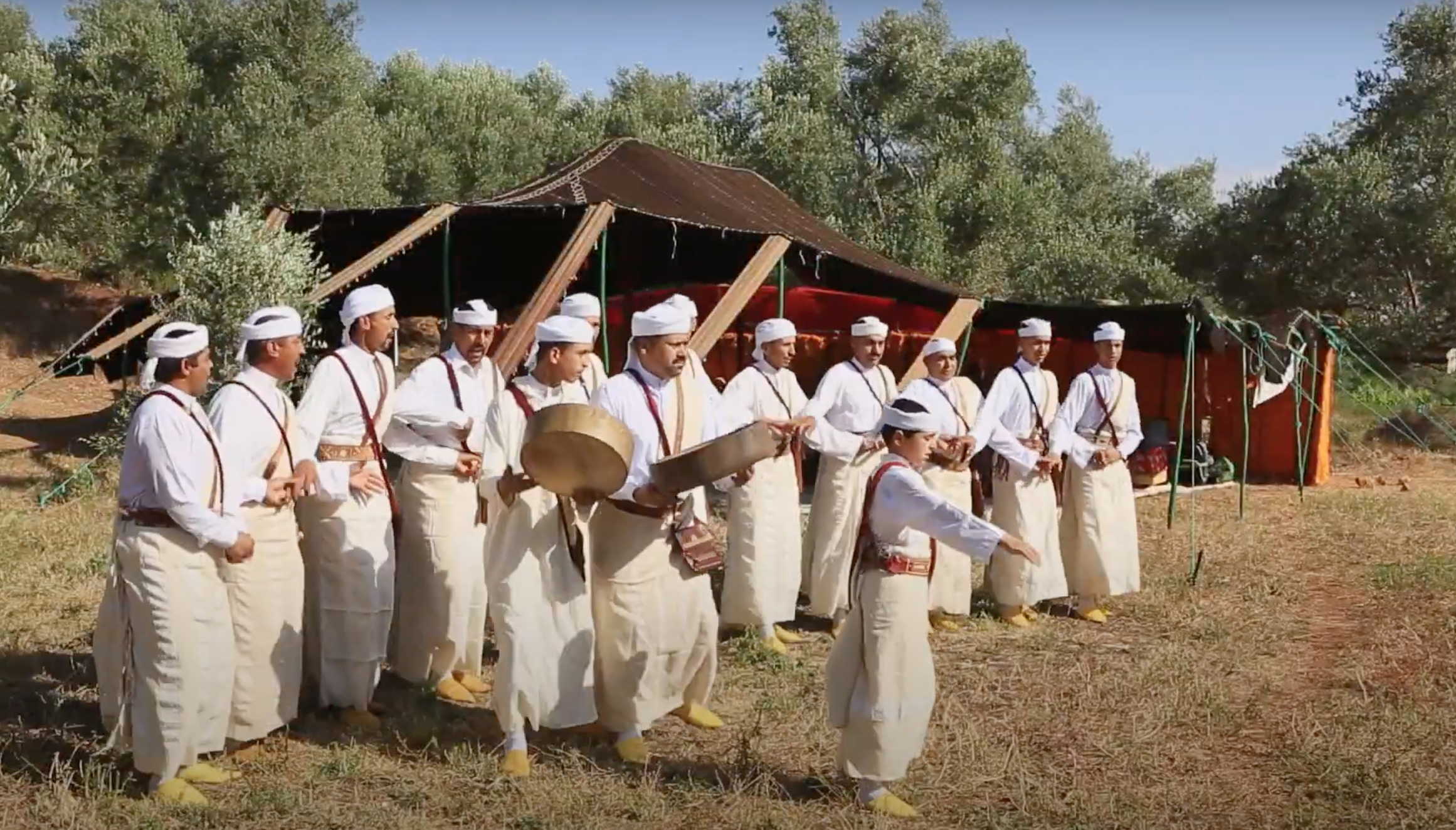
أحيدوس عين فندل.
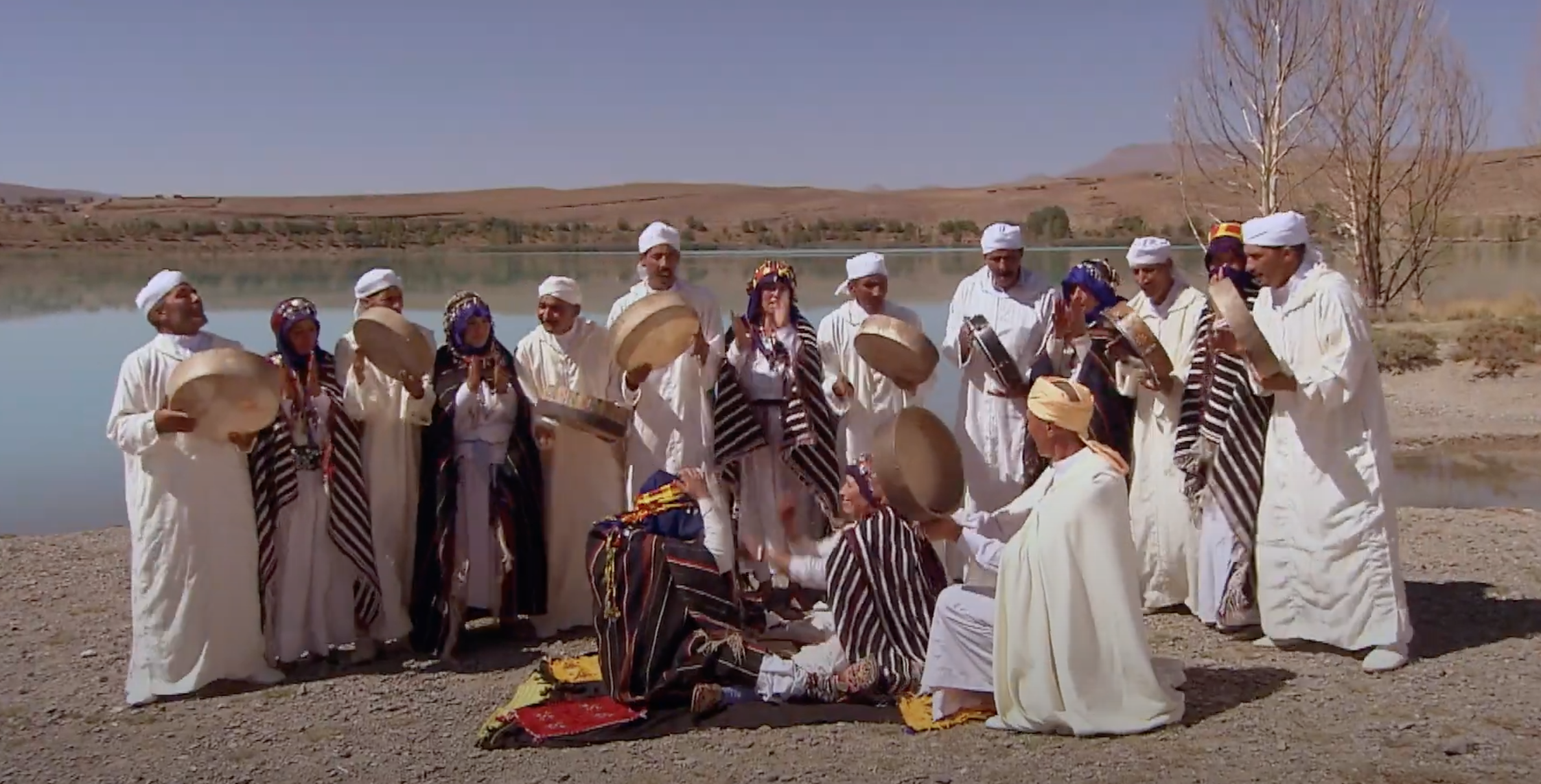
أحيدوس أيت حديدو بإملشيل.
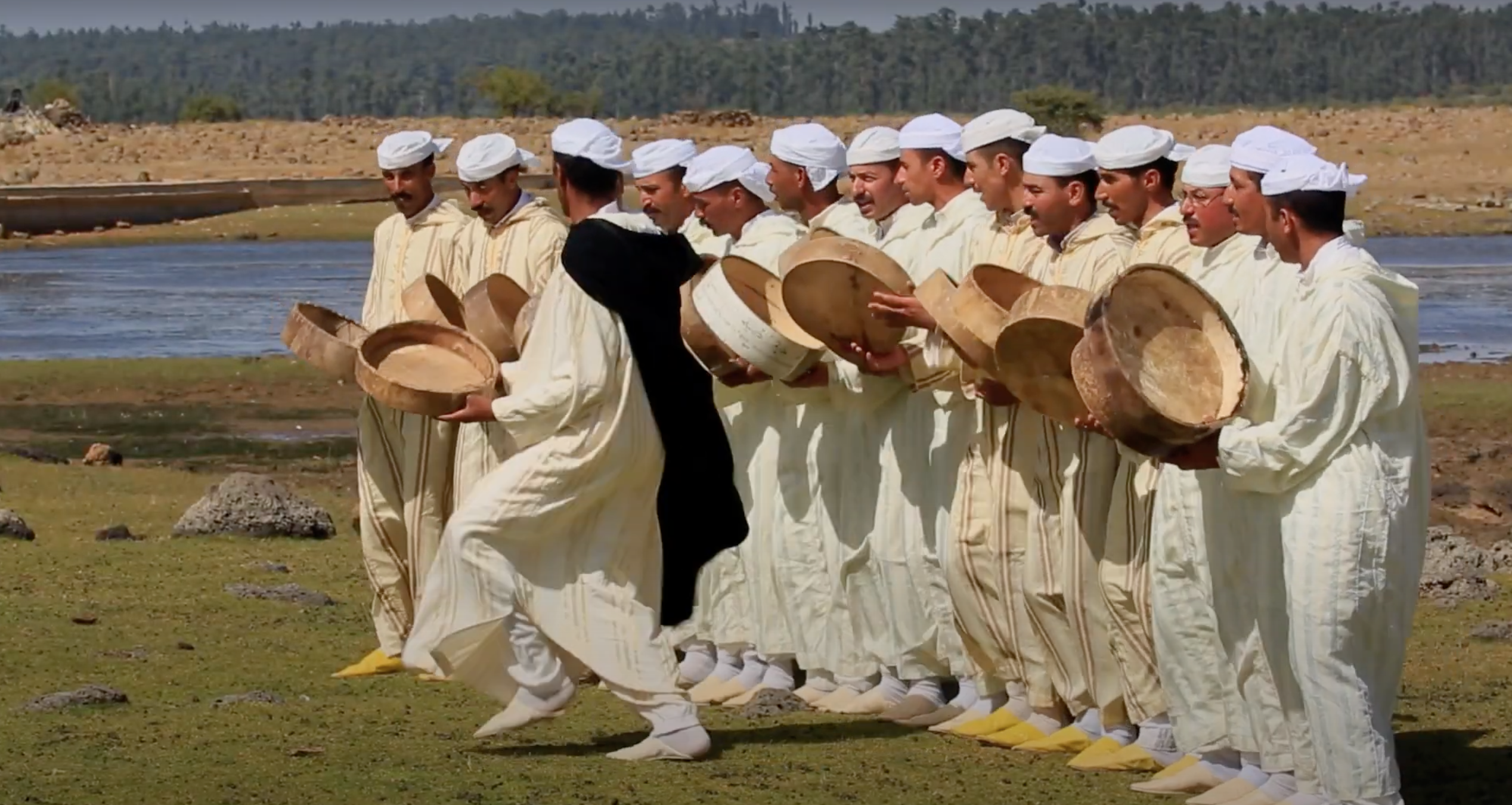
أحيدوس عين اللوح.
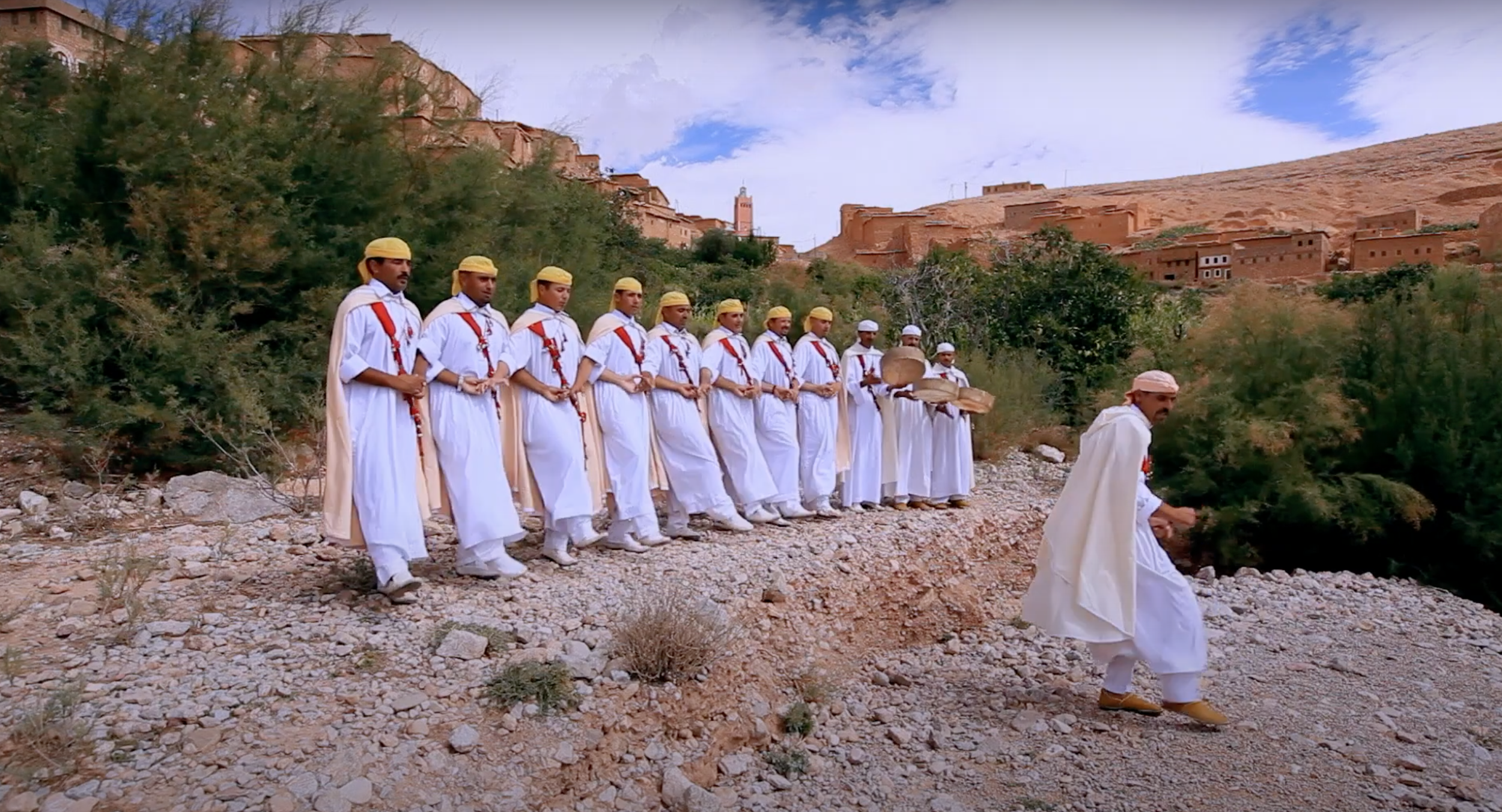
أحيدوس تسيوانت.
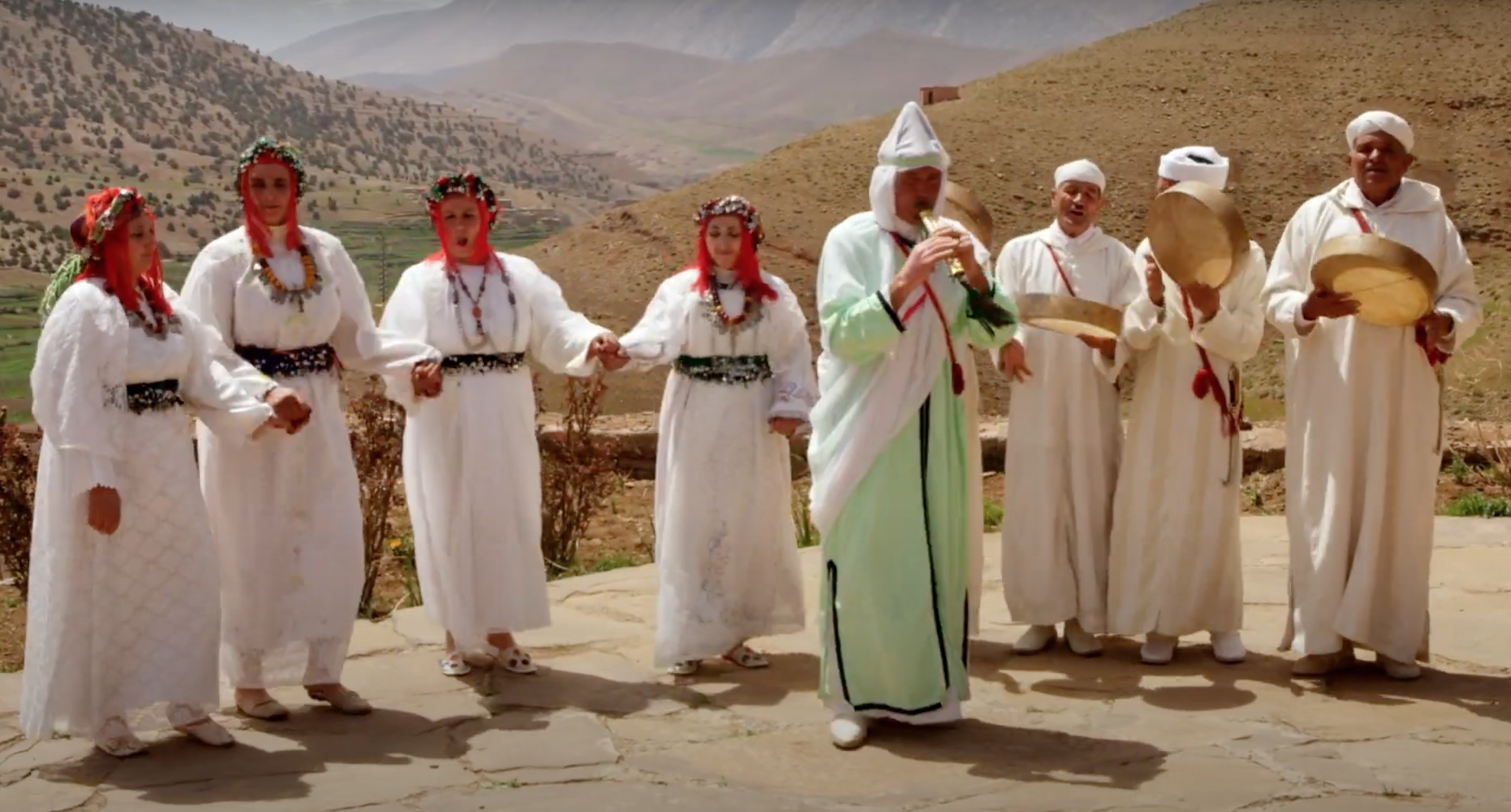
أحيدوس أيت بوكمز.